# Saint-Christophe-et-Niévès aux Jeux olympiques d'été de 2012
Saint-Christophe-et-Niévès participe(nt) aux Jeux olympiques d'été de 2012 à Londres au Royaume-Uni du 27 juillet au 12 août de la même année, pour sa 5e participation à des Jeux d'été.

## Athlétisme
Les athlètes de Saint-Christophe-et-Niévès ont jusqu'ici atteint les minima de qualification dans les épreuves d'athlétisme suivantes (pour chaque épreuve, un pays peut engager trois athlètes à condition qu'ils aient réussi chacun les minima A de qualification, un seul athlète par nation est inscrit sur la liste de départ si seuls les minima B sont réussis), :
Hommes
Courses
| Athlète                                                                                 | Épreuve          | Séries       | Séries | Quarts de finale | Quarts de finale | Demi-finales | Demi-finales | Finale   | Finale |
| Athlète                                                                                 | Épreuve          | Résultat     | Rang   | Résultat         | Rang             | Résultat     | Rang         | Résultat | Rang   |
| --------------------------------------------------------------------------------------- | ---------------- | ------------ | ------ | ---------------- | ---------------- | ------------ | ------------ | -------- | ------ |
| Antoine Adams                                                                           | 100 m            | exempt       | exempt | 10 s 22          | 22e              | 10 s 27      | 21e          | –        | –      |
| Antoine Adams                                                                           | 200 m            | 20 s 59      | 18e    | NC               | NC               | DQ           | -            | –        | –      |
| Kim Collins                                                                             | 100 m            | exempt       | exempt | DNS              | -                | –            | –            | –        | –      |
| Jason Rogers                                                                            | 100 m            | exempt       | exempt | 10 s 30          | 32e              | –            | –            | –        | –      |
| Antoine Adams Kim Collins Delwayne Delaney Brijesh Lawrence Jason Rogers Lestrod Roland | Relais 4 × 100 m | 38 s 41 (RN) | 13e    | NC               | NC               | NC           | NC           | -        | -      |